# Del Aire (Kalifornija)
Del Aire je naseljeno područje za statističke svrhe u američkoj saveznoj državi Kalifornija. Prema popisu stanovništva iz 2010. u njemu je živjelo 10,001 stanovnika.